# Melker Svärd Jacobsson
Melker Svärd Jacobsson (* 8. Januar 1994 in Lund) ist ein schwedischer Leichtathlet, der sich auf den Stabhochsprung spezialisiert hat.

## Leben
Melker Svärd Jacobsson stammt aus der Stadt Lund. Er spielte zunächst Hockey, bevor er im Alter von zehn Jahren in Malmö mit der Leichtathletik und dem Stabhochsprung begann. In Malmö besuchte er eine Schule mit sportlichem Profil und zog 2015 nach Göteborg, wo er seitdem unter der Anleitung von Gustav Hultgren trainiert.

## Sportliche Laufbahn
Svärd Jacobsson nahm erstmals 2009 in seiner schwedischen Heimat an Wettkämpfen im Stabhochsprung teil. Bei den nationalen Meisterschaften konnte er den neunten Platz belegen. Bereits ein Jahr später übersprang er die Fünf-Meter-Marke und qualifizierte sich damit auch für die ersten Olympischen Jugendspiele in Singapur. Dort reiste er im August mit einer Bestleistung von 5,11 m an und konnte in das Finale einziehen. Darin übersprang er allerdings nur 4,85 m und verpasste damit als Vierter knapp das Podest. 2011 wurde er mit übersprungenen 5,35 m schwedischer Hallenvizemeister. Diese Höhe konnte er im Juni in Recklinghausen mit 5,33 m nahezu bestätigen und reiste einen Monat später zu den U18-Weltmeisterschaften nach Lille. Dabei zog er, wie bei den Jugendspielen, in das Finale ein, in dem er mit 5,15 m Vizeweltmeister wurde. Ein Jahr darauf startete er in der höheren Altersklasse bei den U20-Weltmeisterschaften in Barcelona. Im Finale stellte er mit übersprungenen 5,35 m eine neue Bestleistung in der Freiluft auf und beendete den Wettkampf damit als Sechster. Bis zum September verbesserte er sich gar auf 5,48 m.
2013 startete Svärd Jacobsson bei den Halleneuropameisterschaften in seiner schwedischen Heimat erstmals in einer internationalen Meisterschaft bei den Erwachsenen. Wenngleich er auch in der Qualifikation mit 5,50 m eine neue Hallenbestleistung aufstellte, reichte dies nicht für den Finaleinzug. Insgesamt belegte er damit den 14. Platz. Im Juli übersprang er dann auch im Freien 5,50 m. Direkt in seinem ersten Wettkampf 2014 in der Freiluftsaison steigerte er sich auf 5,60 m und konnte damit im August bei den Europameisterschaften in Zürich an den Start gehen. Dort konnte er in der Qualifikation allerdings nur 5,30 m überspringen und schied damit als insgesamt 19. aus. In der Folge warfen ihn immer wieder Verletzungen zurück. Zunächst machten es Knochenablagerungen, mit denen er bereits seit seinem zehnten Lebensjahr zu kämpfen hat, es ihm nahezu unmöglich sich zu bewegen. Im Herbst 2014 ließ er sich deswegen an der Hüfte operieren. 2015 traten dann Probleme an seiner Leiste auf, die mehrere Ärzte, Physiotherapeuten und Osteopathen vor Rätsel stellten, da sie keine Erklärung für die Schmerzen hatten. Aufgrund der weiterhin bestehenden Schmerzen verpasste er die gesamte Saison 2015 und dachte sogar an das Aufgeben des Leistungssports. 2016 begab er sich dann zur Behandlung durch Hans-Wilhelm Müller-Wohlfahrt nach München, der, bevor er seine Tätigkeit beim FC Bayern München beendete, auch Leichtathletikstars wie Usain Bolt behandelte, wo das Problem behoben werden konnte, dass aufgrund einer Schwächung des Magens hervorgetreten war. Damit wurde Svärd Johansson rechtzeitig Fit für die Saison 2016. Im April konnte er in den USA 5,70 m und schaffte damit auch die Qualifikation für die Olympischen Sommerspiele in Rio de Janeiro. Allerdings konnte er dort im August aufgrund von Achillessehnenproblemen nicht an den Start gehen. Einen Monat zuvor zog er bei den Europameisterschaften in Amsterdam in das Finale ein, konnte dort aufgrund der sich abzeichnenden Achillessehnenproblemen bereits nicht mehr starten. 2017 wurde er dann erstmals Schwedischer Meister.
2018 belegte er bei den Hallenweltmeisterschaften in Birmingham mit 5,70 m den neunten Platz und konnte anschließend den nationalen Meistertitel verteidigen. Im August blieb er bei den Europameisterschaften in Berlin ohne gültigen Versuch. 2019 stellte Svärd Jacobsson im Februar mit 5,82 m seine Hallenbestleistung auf und trat einen Monat später bei den Halleneuropameisterschaften in Glasgow an. Dort feierte er mit dem Gewinn der Bronzemedaille seinen bislang größten sportlichen Erfolg. Im August stellte er dann auch für die Freiluft mit 5,71 m Bestleistung auf und qualifizierte sich damit auch für die Weltmeisterschaften in Doha. Dort konnte er dann allerdings erneut nicht an den Start gehen. Bis 2021 wurde er bislang insgesamt dreimal Schwedischer Meister und zusätzlich dreimal Schwedischer Hallenmeister.

## Wichtige Wettbewerbe
| Jahr                 | Veranstaltung               | Ort                  | Platz                | Disziplin            | Höhe                 |
| Startet für Schweden | Startet für Schweden        | Startet für Schweden | Startet für Schweden | Startet für Schweden | Startet für Schweden |
| -------------------- | --------------------------- | -------------------- | -------------------- | -------------------- | -------------------- |
| 2010                 | Olympische Jugendspiele     | Singapur             | 4.                   | Stabhochsprung       | 4,85 m               |
| 2011                 | U18-Weltmeisterschaften     | Lille                | 2.                   | Stabhochsprung       | 5,15 m               |
| 2012                 | U20-Weltmeisterschaften     | Barcelona            | 6.                   | Stabhochsprung       | 5,35 m               |
| 2013                 | Halleneuropameisterschaften | Göteborg             | 14.                  | Stabhochsprung       | 5,50 m               |
| 2014                 | Europameisterschaften       | Zürich               | 19.                  | Stabhochsprung       | 5,30 m               |
| 2016                 | Europameisterschaften       | Amsterdam            | 14.                  | Stabhochsprung       | 5,50 m               |
| 2016                 | Olympische Sommerspiele     | Rio de Janeiro       |                      | Stabhochsprung       | DNS                  |
| 2018                 | Hallenweltmeisterschaften   | Birmingham           | 9.                   | Stabhochsprung       | 5,70 m               |
| 2018                 | Europameisterschaften       | Berlin               | 32.                  | Stabhochsprung       | o.g.V.               |
| 2019                 | Halleneuropameisterschaften | Glasgow              | 3.                   | Stabhochsprung       | 5,75 m               |
| 2019                 | Weltmeisterschaften         | Doha                 |                      | Stabhochsprung       | DNS                  |

## Persönliche Bestleistungen
Freiluft
- Stabhochsprung: 5,71 m, 11. August 2019, Bydgoszcz

Halle
- Stabhochsprung: 5,82 m, 10. Februar 2019, Bærum